# Paul Watkins (écrivain)
Pour les articles homonymes, voir Watkins.
Ne pas confondre avec Paul Watkins, hippie, bras droit de Charles Manson
Œuvres principales
- Série Inspecteur Pekkala

Paul Watkins, né le 23 février 1964, est un écrivain américain, écrivant également sous le pseudonyme de Sam Eastland.

## Œuvres

### Romans
- Éclairs de nuit, Grasset & Fasquelle, 1993 ((en) Night Over Day Over Night, 1988), trad. Michelle Herpe-Voslinky, 310 p.  (ISBN 2-246-45811-0)
- Avis de coup de vent, La Découverte, 1992 ((en) Calm and Sunset, Calm and Dawn, 1989), trad. Michelle Herpe-Voslinky, 358 p.  (ISBN 2-7071-2116-9)
- Dans la lumière bleue des rêves africains, Grasset & Fasquelle, 1995 ((en) In the Blue Light of African Dreams, 1990), trad. Marc Saporta et Michèle Truchan-Saporta, 380 p.  (ISBN 2-246-45621-5)
- (en) The Promise of Light, 1992
- (en) Archangel, 1995
- (en) The Story of my Disappearance, 1997
- (en) The Forger, 2000
- (en) Thunder God, 2004
- (en) The Ice Soldier, 2005

### Romans signés Sam Eastland
Paul Watkins prend le pseudonyme de Sam Eastland au début des années 2010 pour écrire des romans policiers à connotation historique.

#### SérieInspecteur Pekkala
1. L’Œil du tsar rouge, Anne Carrière, 2011 ((en) Eye of the Red Tsar, 2010), trad. David Fauquemberg, 341 p.  (ISBN 978-2-84337-578-1)
2. Le Cercueil rouge, Anne Carrière, 2011 ((en) The Red Coffin, 2011), trad. David Fauquemberg, 330 p.  (ISBN 978-2-84337-586-6)Publié aux États-Unis sous le titre Shadow Pass
3. Rouge Sibérie, Anne Carrière, 2012 ((en) Siberian Red, 2012), trad. David Fauquemberg, 296 p.  (ISBN 978-2-84337-680-1)Publié aux États-Unis sous le titre Archive 17
4. Le Papillon rouge, Anne Carrière, 2014 ((en) The Red Moth, 2013), trad. David Fauquemberg, 372 p.  (ISBN 978-2-84337-693-1)
5. La Bête de la forêt rouge, Anne Carrière, 2014 ((en) The Beast in the Red Forest, 2014), trad. David Fauquemberg, 310 p.  (ISBN 978-2-84337-694-8)
6. L’Icône rouge, Anne Carrière, 2016 ((en) Red Icon, 2015), trad. David Fauquemberg, 325 p.  (ISBN 978-2-84337-764-8)
7. (en) Berlin Red, 2016

#### Autres romans
Toujours avec le pseudonyme de Sam Eastland, un nouveau roman policier historique, non lié à l'inspecteur Pekkala, The Elegant Lie, paraît en 2019.